# Мара (будизам)
Мара се у будизму сматра демонским бићем које представља врховног непријатеља свих људи који настоје да живе светим животом. Према будистичком предању, он је покушавао да одврати Готама од постизања пробуђења.
Сам Готама Буда је говорио о Мари као о ономе ко помоћу разних пожељних и допадљивих ствари искушава човека:
| „                 | Добитак, почаст и слава су окрутни, болни, груби, представљају препреку за достизање ненадмашне слободе од окова. Као кад рибар забаци удицу са мамцем у дубоко језеро, па је гладна риба прогута. Након што прогута удицу, риба би се нашла у невољи, у пропасти, а рибар би са њом могао чинити шта му је воља. 'Рибар' је назив за Злог Мару. 'Удица' је назив за добитак, почаст и славу. Ко год жуди за добитком, почасти и славом и наслађује се њима кад се појаве, назива се оним који је прогутао удицу, ко је у невољи, у пропасти, јер Зли Мара може са њим чинити шта му је воља. | ” |
| — Сидарта Гаутама | |   |